# 艾昂縣 (密蘇里州)
艾昂縣（英語：Iron County）是位於美國密蘇里州東南部的一個縣。面積1,430平方公里，根據美國2000年人口普查數字，共有人口10,697。縣治艾昂頓 (Ironton)。
成立於1857年2月17日。縣名來自當地豐富的鐵礦。